# Horaea
Horaea (łac. Diocesis Horaeensis) – stolica historycznej diecezji na Bałkanach, istniejąca ok. XI wieku. Sufragania archidiecezji Ochryda. Współcześnie miasto Gjirokastër w południowej Albanii. Obecnie katolickie biskupstwo tytularne.

## Biskupi tytularni
| Lp. | Biskup                     | Funkcja                                          | Od                | Do               |
| --- | -------------------------- | ------------------------------------------------ | ----------------- | ---------------- |
| 1   | Mario Picchi               | biskup pomocniczy Comodoro Rivadavia (Argentyna) | 16 listopada 1970 | 31 marca 1978    |
| 2   | José Hugo Garaycoa Hawkins | biskup pomocniczy Limy (Peru)                    | 16 grudnia 1982   | 6 czerwca 1991   |
| 3   | Claudio Giménez            | biskup pomocniczy Asunción (Paragwaj)            | 8 listopada 1991  | 3 czerwca 1995   |
| 4   | Atilano Rodríguez Martínez | biskup pomocniczy Oviedo (Hiszpania)             | 5 stycznia 1996   | 26 lutego 2003   |
| 5   | Ladislav Hučko             | ezarcha apostolski Republiki Czeskiej            | 24 kwietnia 2003  | 14 stycznia 2025 |